# Wulfrida de Wessex
Wulfrida, Wilfrida o Wulfthryth (fl. 868) fue reina consorte del reino de Wessex por su matrimonio con el rey Etelredo I.
Poco se sabe de Wulfrida. Aparece como testigo en una carta de 868, donde ostenta el título de Regina ("reina"). Dicha carta aparece en el códice Wintoniensis, sin embargo Wulfrida no aparece en ninguna de las fuentes primarias. Stephanie Hollis señala que en 868 fue el año del matrimonio de Alfredo «el Grande» con una merciana y que "el nombre Wulfthryth luce como merciano".
Wulfrida es, posiblemente, madre de Ethelhelm y de Aethelwold, este último lideró una revuelta con el fin de ocupar el trono.